# Nutzinsekt
Als Nutzinsekten werden Insekten bezeichnet, die durch den Menschen als Nutztier genutzt werden, beispielsweise als Lebensmittel-, Futtermittel- oder Chemikalienproduzenten oder zur Schädlingsbekämpfung.
Zu den Nutzinsekten zählen vor allem:
- Insekten, die als Nützlinge eingesetzt werden, also vor allem zur Bekämpfung von Schädlingen und Lästlingen.
- Lebensmittelliefernde Insekten wie Speiseinsekten, Honigproduzenten (Honigbienen) oder Farbstoffproduzenten (Cochenilleschildläuse).
- Futterinsekten
- Insekten, die zur Rohstoffproduktion eingesetzt werden, wie Seidenraupen (Seidenbau) oder Lackschildläuse (Schellack).
- Insekten, die in der Medizin eingesetzt werden, wie sterile Maden in der Madentherapie.

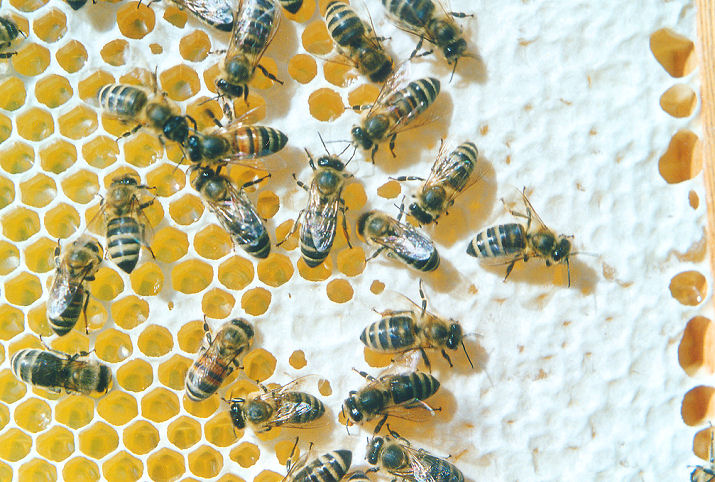
Bienen werden zur Honigproduktion genutzt
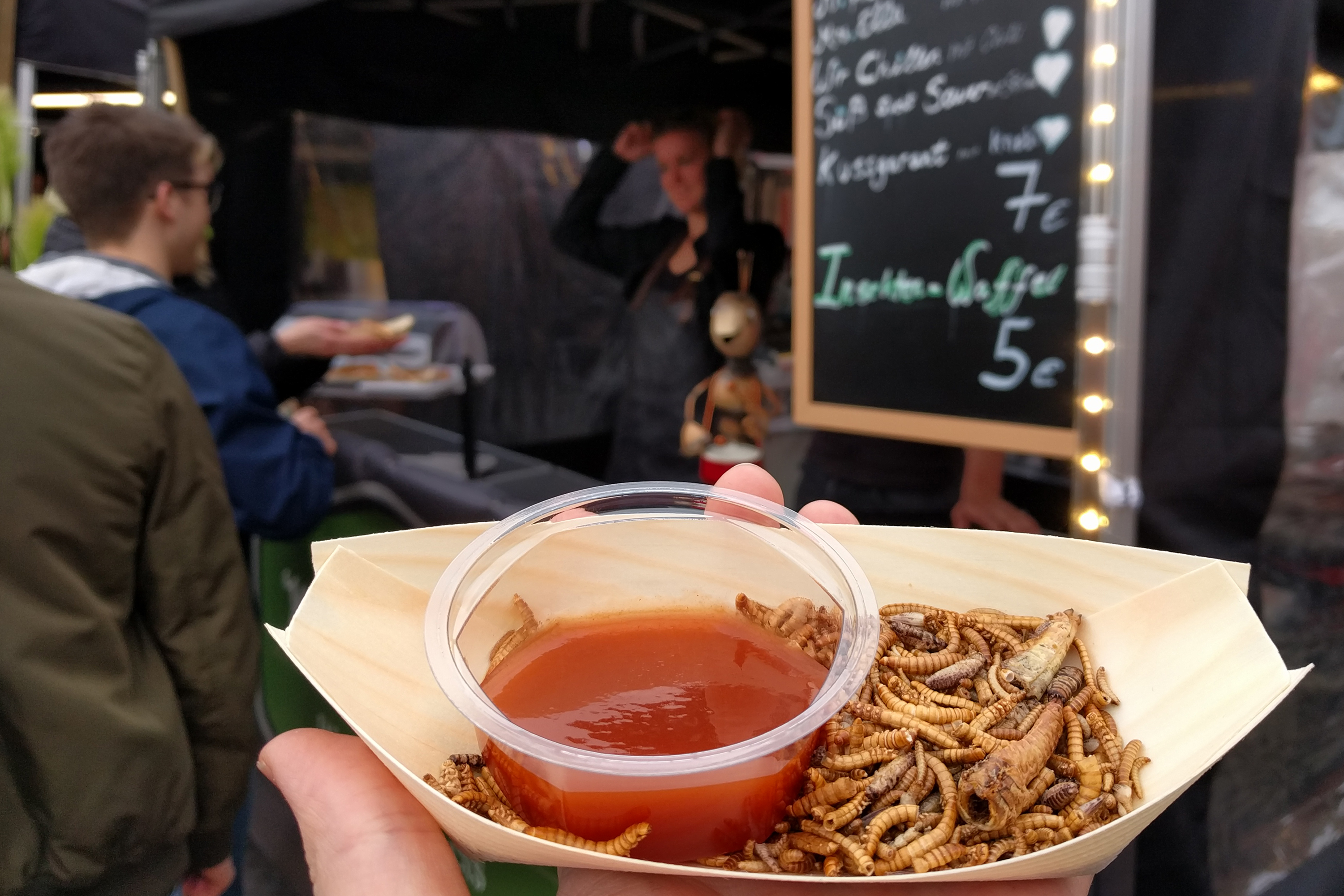
Essbare Insekten werden als Lebensmittel genutzt
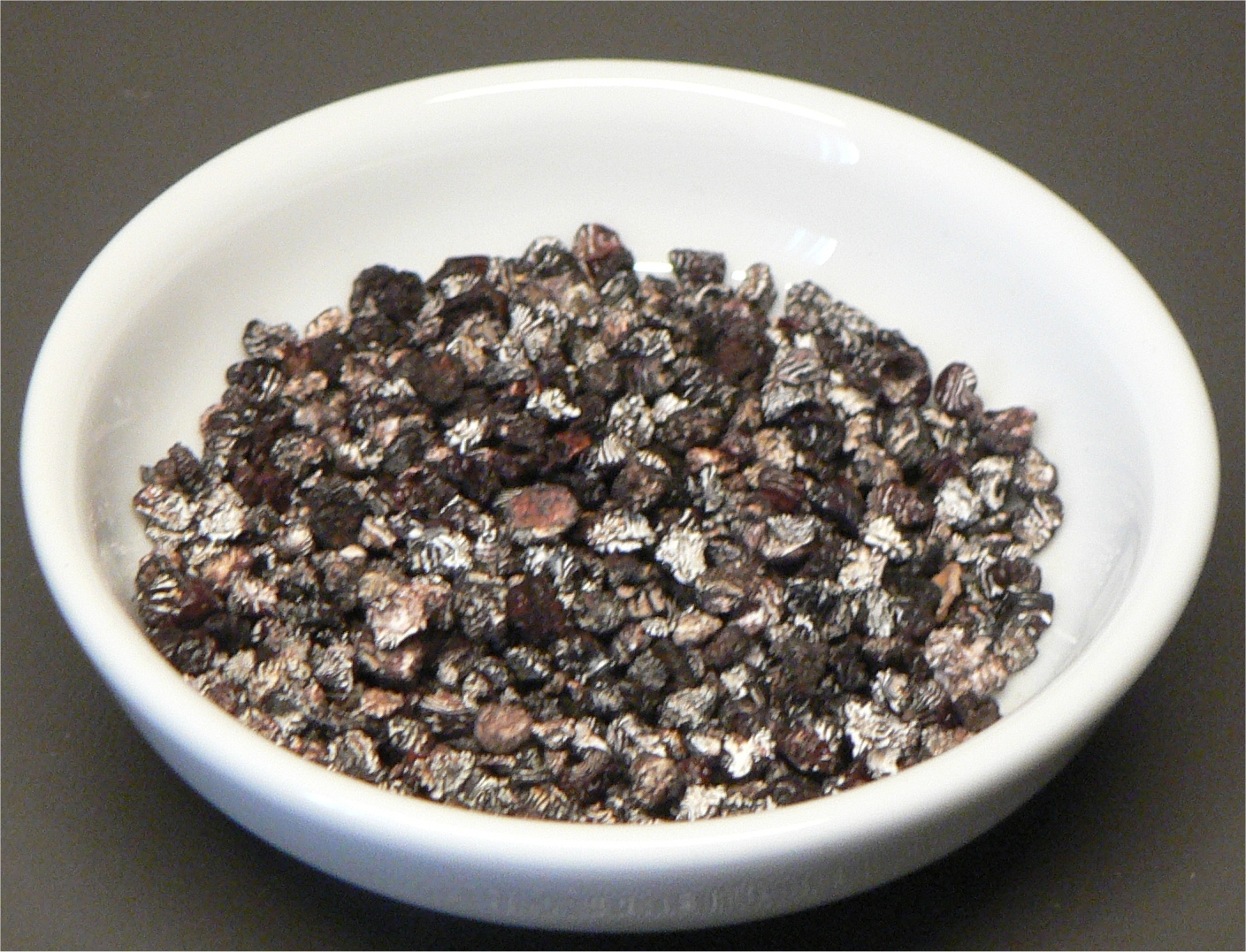
Cochenilleschildläuse liefern Lebensmittelfarbstoff
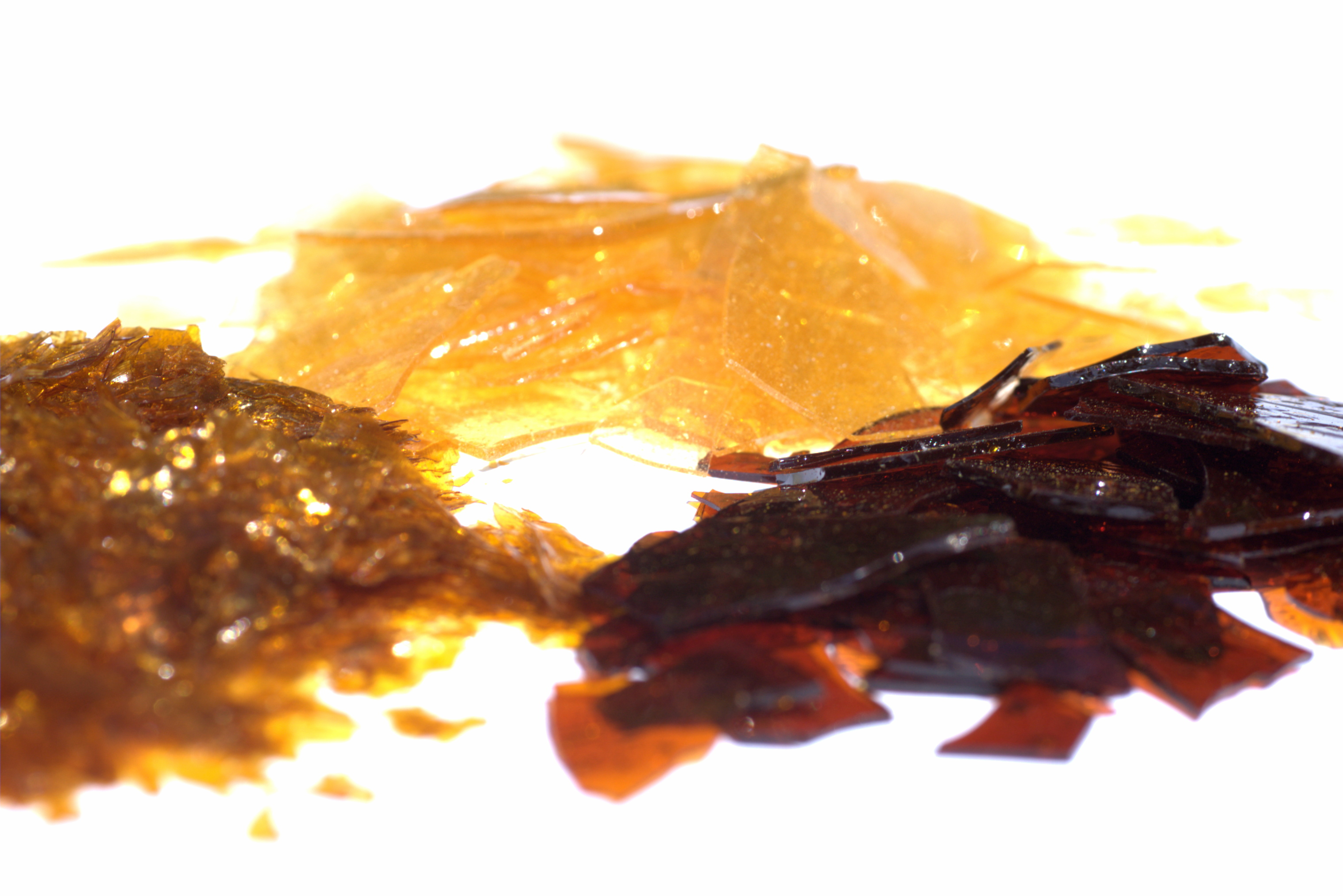
Andere Schildläuse werden zur Lackproduktion genutzt
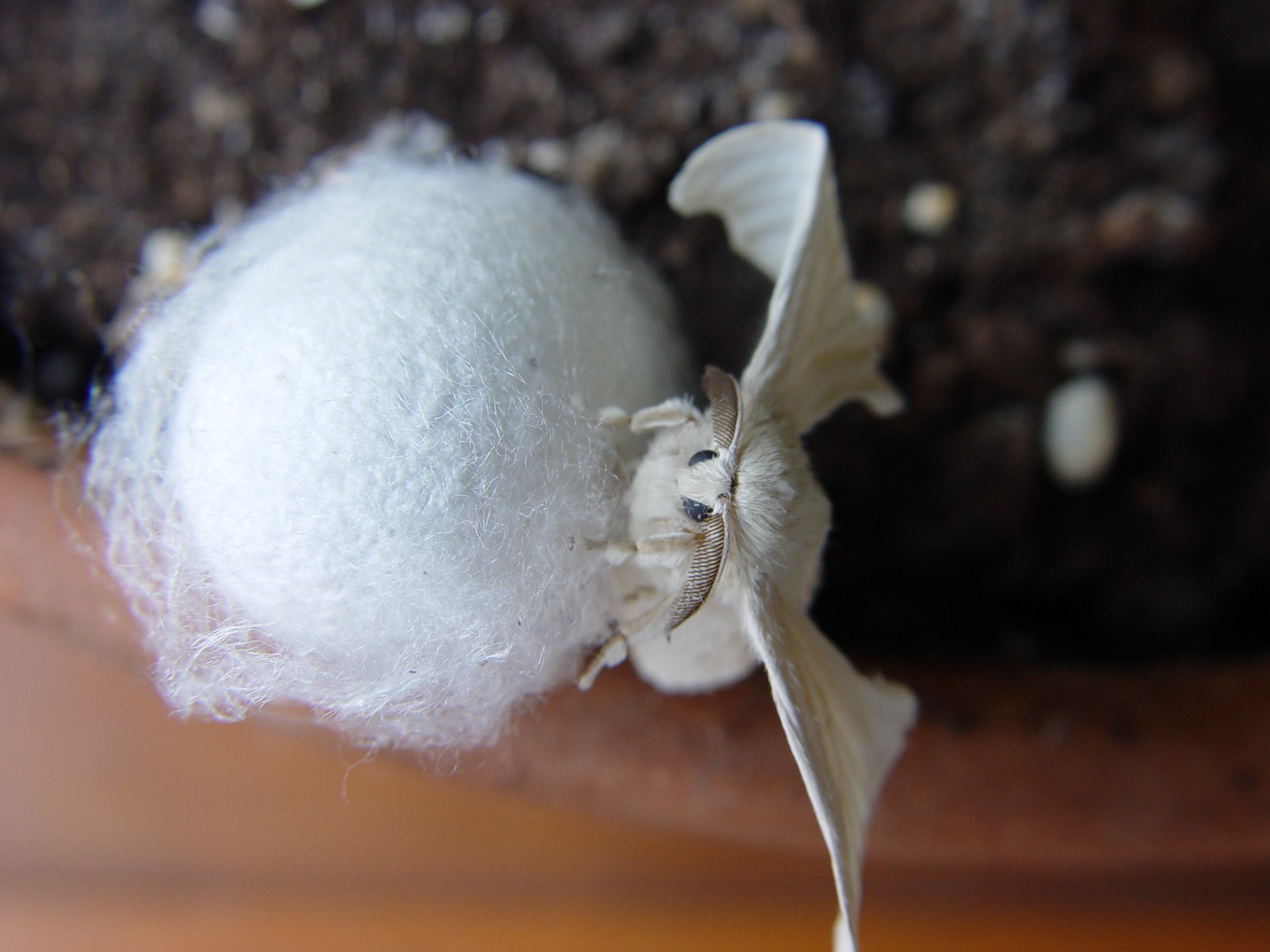
Der Seidenspinner wird zur Seidenproduktion genutzt
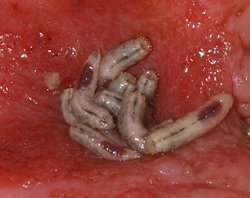
Fliegenlarven werden zur Wundreinigung genutzt